# Nahács
Nahács (szlovákul Naháč) község Szlovákiában, a Nagyszombati kerületben, a Nagyszombati járásban.

## Fekvése
Nagyszombattól 20 km-re északra fekszik.

## Története
1426-ban "Nahaacz" néven említik először, a jókői és szomolányi uradalomhoz tartozott. A 16. században délről érkező, a török elől menekülő horvátok telepedtek le itt, akik idővel beolvadtak a szlovák többségbe, de később is megfigyelhető az -ics végű vezetéknevek gyakorisága. Lakói főként favágással, erdei munkákkal foglalkoztak. 1618-ban gróf Erdődy Kristóf a falu feletti magaslatra Szent Katalin tiszteletére templomot és kolostort építtetett, melynek emeletnyi magas romjai ma is uralják a tájképet. A kolostorban kezdetben mintegy 50 ferences szerzetes élt. Több mint 150 évi működés után, 1786-ban II. József rendelettel oszlatta fel a szerzetes rendeket, ekkor a kolostor is megszűnt.
Vályi András szerint "NAHÁCS. Elegyes horvát, és tót falu Posony Várm. lakosai katolikusok, fekszik hegyek között, szántó földgyei, mivel követsesek, igen szűken termesztik a’ gabonát, erdeje van."
Fényes Elek szerint "Nahács, tót falu, Poson, most F. Nyitra vmegyében, Nádashoz keletre 1 órányira a Fejérhegyek közt 461 kath., 13 zsidó lak., kath. paroch. templommal, szép erdővel, sovány földekkel, vízimalommal; 1/2 fertálynyira a helységtől a hegyek közt áll magában egy régi sz. ferenczi klastrom, remeteházzal együtt. F. u. gr. Pálffy Ferencz. Ut. p. N.-Szombat."
A trianoni békeszerződésig Pozsony vármegye Nagyszombati járásához tartozott.

## Népessége
| Év:            | 1994. | 2004.   | 2014.   | 2024.    |
| -------------- | ----- | ------- | ------- | -------- |
| Emberek száma: | 458   | 441     | 446     | 395      |
| Eltérés:       |       | -3,71 % | +1,13 % | -11,43 % |

| Év:            | 2023. | 2024.   |
| -------------- | ----- | ------- |
| Emberek száma: | 396   | 395     |
| Eltérés:       |       | -0,25 % |

1910-ben 516, túlnyomórészt szlovák anyanyelvű lakosa volt.
2001-ben 446 lakosából 444 szlovák volt.
2011-ben 460 lakosából 453 szlovák volt.
2021-ben 394 lakosából 383 szlovák, 2 (+6) egyéb és 9 ismeretlen nemzetiségű volt.

## Nevezetességei
- Mihály arkangyal tiszteletére szentelt római katolikus temploma 1596-ban épült.
- A Szent Katalin kolostor tekintélyes romjai a falutól 40 percre találhatók.

## Neves személyek
- Itt született 1623-ban Korompay Péter 1679-től váci, 1681-től egri, majd 1686-tól nyitrai püspök, királyi kancellár.
- Itt született 1711-ben Miskovits Cyrinus ferences rendi szerzetes.
- Itt született 1932-ben Jaroslav Abelovič geodéta.
- Itt élt és dolgozott a falu papjaként 1780 és 1807 között Fándly György (Juraj Fándly), az első szlovák írók egyike. A plébánia falán emléktáblája áll. 1990-ben, születésének 240. évfordulóján az épületben emlékmúzeuma nyílt.